# Análisis de medios-fines
El análisis de medios-fines  (MEA) es una técnica de resolución de problemas que se utiliza comúnmente en el campo de la inteligencia artificial (IA) para así poder limitar la búsqueda en programas basados en IA.
Además, es una técnica utilizada al menos desde la década de 1950 como herramienta de creatividad, mencionada con mayor frecuencia en libros de ingeniería que tratan sobre métodos de diseño. MEA también está relacionado con el enfoque de cadena de medios-fines que se utiliza de manera muy común en el análisis del comportamiento del consumidor. Para añadir, es una forma de aclarar los pensamientos e ideas al embarcarse a razonar una demostración matemática.

## La resolución de problemas como búsqueda
Un aspecto bastante importante del comportamiento inteligente estudiado en IA es la resolución de problemas basada en objetivos, un marco en el que la solución a un problema se puede llegar a describir encontrando una secuencia de acciones que conduzcan a un objetivo deseable. Se supone que un sistema de búsqueda de objetivos está conectado con su entorno exterior mediante canales sensoriales a través de los cuales se recibe información sobre el entorno y canales motores a través de los cuales se actúa sobre el entorno. (El término "aferente" se usa para describir flujos sensoriales "hacia adentro" y "eferente" se usa para describir órdenes motoras "hacia afuera". ) Además de esto, el sistema tiene algún medio para almacenar en una memoria información sobre el estado del medio ambiente (información aferente) e información sobre acciones (información eferente). La capacidad para alcanzar objetivos depende de la creación de asociaciones, simples o complejas, entre cambios particulares en los estados y acciones particulares que provocarán dichos cambios. La búsqueda, por tanto, es el proceso de descubrimiento y montaje de secuencias de acciones que conducirán de un estado determinado a un estado deseado. Si bien esta estrategia puede ser apropiada para el aprendizaje automático y la resolución de problemas, no siempre se sugiere para los humanos (por ejemplo, la teoría de la carga cognitiva y sus implicaciones).

## Cómo funciona el análisis de medios y fines
La técnica MEA se trata de una estrategia para controlar la búsqueda en la resolución de problemas. Dado un estado declarado como actual y un estado objetivo, se elige una acción que reducirá la diferencia que hay entre estos dos. La acción se lleva a cabo en el estado actual con el propósito de producir un nuevo estado, y el proceso se aplica de forma recursiva a este nuevo estado y al estado objetivo.
Hay que tener en cuenta que, para que MEA sea eficaz, el sistema de búsqueda de objetivos debe tener un medio para asociar a cualquier tipo de disparidad o diferencia detectable aquellas acciones que sean relevantes para así reducir esa diferencia. También debe tener medios para detectar el progreso que está realizando (los cambios en las diferencias entre el estado real y el deseado), ya que algunas secuencias de acciones intentadas pueden fallar en ocasiones y, por lo tanto, es ciertamente necesario que se puedan intentar algunas secuencias alternativas.
Cuando se dispone de conocimiento sobre la importancia de las diferencias, se selecciona primero la diferencia más importante para mejorar aún más el rendimiento promedio de MEA sobre otras estrategias de búsqueda de fuerza bruta. No obstante, incluso sin ordenar las diferencias según su importancia, MEA mejora con respecto a otras heurísticas o estrategias de búsqueda (de nuevo en el caso promedio) al centrar la resolución del problema en las diferencias reales entre el estado actual y el del objetivo.

## Algunos sistemas de IA que utilizan MEA
La técnica MEA como estrategia de resolución de problemas fue introducida por primera vez en 1961 por los investigadores Allen Newell y Herbert A. Simon en su programa informático de resolución de problemas General Problem Solver (GPS). En esa implementación, la correspondencia entre diferencias y acciones, también llamadas operadores, se proporciona a priori como conocimiento en el sistema. (En el caso de GPS, este conocimiento estaba en forma de tabla de conexiones.)
Cuando la acción y los efectos secundarios de la aplicación de un operador son penetrables la búsqueda puede seleccionar los operadores relevantes mediante la inspección de los operadores y prescindir de una tabla de conexiones. Este último caso, cuyo ejemplo canónico es STRIPS, un programa informático de planificación automatizada, permite la correlación de diferencias independiente de la tarea con los operadores que las reducen.
Prodigy, un solucionador de problemas desarrollado en un proyecto más amplio de planificación automatizada asistida por aprendizaje iniciado en la Universidad Carnegie Mellon por Jaime Carbonell, Steven Minton y Craig Knoblock, es otro sistema de los que utilizó MEA.
El profesor Morten Lind, de la Universidad Técnica de Dinamarca, ha desarrollado una herramienta llamada Modelado de flujo multinivel (MFM). Realiza razonamientos de diagnóstico basados en medios y fines para sistemas de automatización y control industrial.[cita requerida]</link>